# Gorja d'Àgia Irini
La Gorja d'Àgia Irini (grec: Φαράγγι Αγίας Ειρήνης, AFI [fa'raji a'jas i'rinis]) és una gorja al sud-oest de l'illa grega de Creta, a les Lefka Ori (Muntanyes Blanques).
La gorja comença vora el poblet d'Àgia Irini i acaba a prop del poblet de Súgia, a la costa sud. Té 8 km de llarg i una fondària que varia entre 45 i 500 metres, en una àrea forestal amb parets escarpades. La gorja és fàcil de recórrer i la caminada pren unes quatre hores de baixada, sense especials dificultats i amb força ombres, però cal vigilar el risc de riuades o que la gorja estigui inundada si hi ha plogut els dies anteriors.
El 1866 un miler de dones i nens van escapar dels turcs per aquesta gorja.